# Santa Isabel de Río Cuarto
Santa Isabel es un distrito del cantón de Río Cuarto, en la provincia de Alajuela, de Costa Rica. Se Caracteriza por tener Biodiversidad, además tiene la Laguna de Santa Isabel, y le atraviesa el Río Cuarto, y el Río Caño Negro.   

## Historia
El distrito de Santa Isabel de Rio Cuarto fue creado el 11 de octubre de 2018 por medio de Acuerdo Ejecutivo N°044-2018-MGP.

## Geografía
Posee una elevación media de 165 m s. n. m.

## Demografía
Para el último censo del 2011, el distrito no había sido creado, por lo que no se cuentan con datos demográficos específicos.

## Localidades
- Poblados: Los Lagos, Merced, La Españolita (Una parte), Pinar, San Fernando, San José, San Rafael, La Montelirio (Una parte) y  San Vicente

## Transporte

### Carreteras
Al distrito lo atraviesan las siguientes rutas nacionales de carretera:
- Ruta nacional 4: El segmento Bajos de Chilamate-Vuelta Kooper atraviesa el distrito en el poblado de la Españolita y lo comunica con los distritos de Pital, Puerto Viejo, Muelle y los cantones de Sarapiquí, y San Carlos.
- Ruta nacional 744
- Ruta nacional 745
- Medios de transportes
- Se cuenta con transporte terrestre vía Autobus de la empresa Transportes Pital el cual viaja desde Pangola de Sarapiqui y pasa por San Rafael de Santa Isabel de Rio Cuarto, la españolita, Santa Rita, La Victoria, La Tabla y Pital el transporte de buses en Santa Isabel hacia Pital las rutas Son a las 5 de la Mañana a las 8 AM a la 1 PM a las 4 PM de Lunes a Sábado y el transporte de pital a Santa Isabel sale a las 11 de Pital a la 2 PM a las 5PM y a las 7:30 PM aproximadamente el costo del pasaje es de 705 colones y la duración es de aproximadamente 1 Hora y 30 minutos.